# Никола Танхофер
Никола Тахнофер (Загреб, 25. децембар 1926 — Загреб, 24. новембар 1998) био је југословенски и хрватски редитељ, сценариста и директор фотографије. Током каријере добио је велики број награда, а издваја се Златна арена за режију 1958. године, за филм Х-8.

## Биографија и каријера
Рођен је 25. децембра 1926. године у Сесветама, градској четврти Загреба. Студирао је на Филозофском факултету у Загребу, а након завршетка Другог светског рата радио је као лаборант, тонски техничар, сниматељ-репортер, а 1949. године почео да се бави захтевнијим послом сниматеља играних и краткометражних филмова.
Као директор фотографије дебитовао је у филму Застава из 1949. године, редитеља Бранка Марјановића. Након тога, посао директора фотографије имао је у филмовима Плави 9 (1950), Цигули Мигули (1952), Сињи галеб (1953).
Опробао се и као режисер, а први филм који је режирао био је Није било узалуд, 1957. године.
Године 1958. снимио је своје најуспешније остварење, филм Х-8, који је на Филмском фестивалу у Пули освојио Златну арену за најбољи филм, а Танхофер је награђен са Златном ареном за режију.
Био је утемељивач одсека филмског и телевизијског снимања, 1969. године на Академији драмске уметности у Загребу, где је био и предавач.
Године 1981, објавио је књигу Филмска фотографија, а 1997. студију О боји.
Преминуо је 24. новембра 1998. године у Загребу. Постхумно је награђен Крешо Голик наградом 1999. године, за животно дело у филмској уметности.
Године 2014. удружење филмских сниматеља Хрватске основало је Награду Никола Танхофер, које се додељује за најбоља осварења уметости и умећа филмског снимања.

## Филмографија
| Год.   | Назив                                               | Улога                            |
| ------ | --------------------------------------------------- | -------------------------------- |
| 1940-е |                                                     |                                  |
| 1950.  | Застава                                             | директор фотографије             |
| 1950-е |                                                     |                                  |
| 1950.  | Плави 9                                             | директор фотографије             |
| 1951.  | Изложба средњовековне умјетности народа Југославије | директор фотографије, сценариста |
| 1952.  | Цигули Мигули                                       | директор фотографије             |
| 1953.  | Сегестица                                           | директор фотографије             |
| 1953.  | Сињи галеб                                          | директор фотографије             |
| 1953.  | Прослава 6. корпуса у Славонском Броду              | директор фотографије             |
| 1955.  | Огледало                                            | директор фотографије             |
| 1956.  | Опсада                                              | директор фотографије, сценариста |
| 1957.  | Није било узалуд                                    | режисер, сценариста              |
| 1958.  | Поздрави с Јадрана                                  | директор фотографије             |
| 1958.  | Х-8                                                 | режисер, сценариста (идеја)      |
| 1958.  | Клемпо                                              | режисер                          |
| 1959.  | Осма врата                                          | режисер                          |
| 1960-е |                                                     |                                  |
| 1961.  | Срећа долази у 9                                    | режисер                          |
| 1963.  | Двоструки обруч                                     | режисер                          |
| 1964.  | Свануће                                             | режисер, сценариста              |
| 1965.  | Кључ                                                | директор фотографије             |
| 1965.  | Матуранти                                           | директор фотографије             |
| 1965.  | Чујеш ли ме?                                        | директор фотографије             |
| 1967.  | Летови који се памте                                | режисер 7 епизода                |
| 1970-е |                                                     |                                  |
| 1970.  | Бабље лето                                          | директор фотографије, режисер    |
| 1972.  | Мојца                                               | директор фотографије             |
| 1972.  | Рецитал                                             | директор фотографије             |
| 1972.  | Иван Лацковић Кроата                                | директор фотографије             |
| 1973.  | Шала                                                | директор фотографије             |
| 1978.  | Чујеш ли ме сад?                                    | директор фотографије             |